# James von Bleichröder

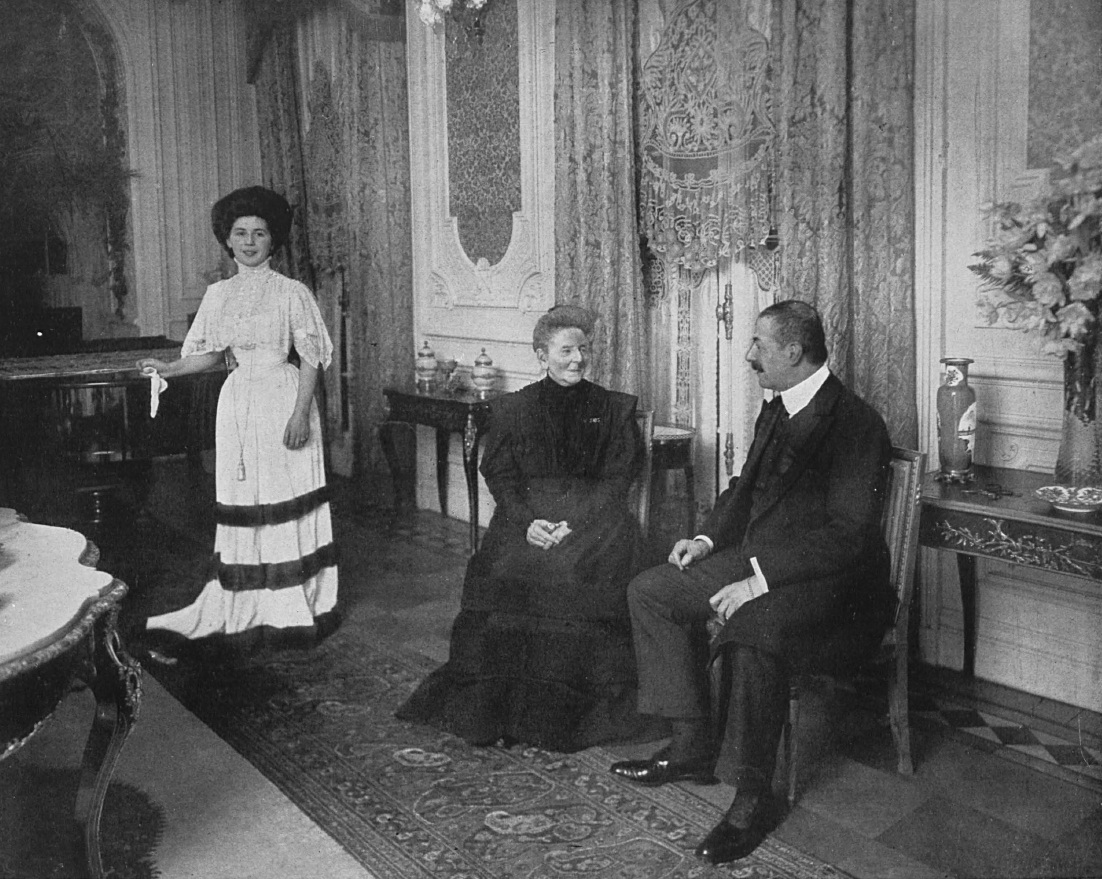
James von Bleichröder in seiner Berliner Wohnung mit der berühmten Gesangslehrerin Mathilde de Castrone-Marchesi (Mitte) und seiner Gattin, 1908. Foto von R. Siegert.

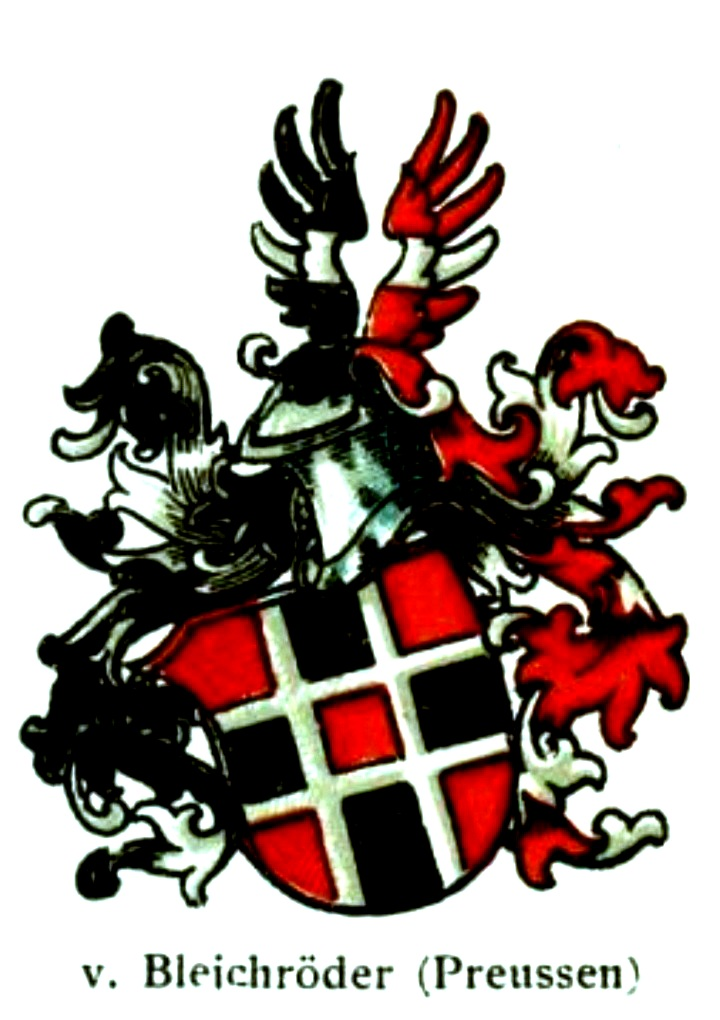
Wappen der 1872 geadelten Familie Bleichröder

James Bleichröder, ab 1872 von Bleichröder (* 14. Oktober 1859 in Berlin; † 28. April 1937 ebenda) war ein deutscher Bankier jüdischer Herkunft.

## Leben
James von Bleichröder stammte aus der Bankiersfamilie Bleichröder und war einer von drei Söhnen des als Bankier Bismarcks bekannten und von diesem 1872 in den Adelsstand erhobenen Gerson von Bleichröder. Bleichröder hatte Jura studiert und in dem Fach auch promoviert. Gemeinsam mit seinem Bruder Georg zählte er zu Beginn des 20. Jahrhunderts zu den reichsten Menschen in Preußen. Sein Vermögen wurde in den Jahren 1895 und 1908 auf rund 20 Millionen Mark geschätzt (entspricht einer heutigen Kaufkraft von ca. 180 Millionen Euro).
Aus seiner 1888 geschlossenen (und 1902 geschiedenen) ersten Ehe mit Harriet geb. Alexander stammten fünf Kinder, darunter die Tochter Ellie von Bleichröder, die am 27. Juli 1942 in das KZ Theresienstadt deportiert und dort bei Kriegsende befreit wurde. In zweiter Ehe heiratete er 1905 in London die Varietékünstlerin Flora de Saint Riquier geb. Hochberg und in dritter Ehe 1917 in Berlin Maria Stade geb. Soydt.
Am Ersten Weltkrieg nahm James von Bleichröder als Kavalleriehauptmann teil.
Er war ein bedeutender Förderer des deutschen Automobilsports; so übertrug er am 27. Mai 1902 dem damaligen Deutschen Automobil-Club (D.A.C.; von 1905 bis 1918 Kaiserlicher Automobil-Club, K.A.C.; heute: Automobilclub von Deutschland, AvD) das am Leipziger Platz 16 stehende Palais Bleichröder. Er nahm auch selbst an Autorennen als Fahrer teil. Um das Jahr 1910 schenkte er dem Berliner Zoo ein Nilpferd.

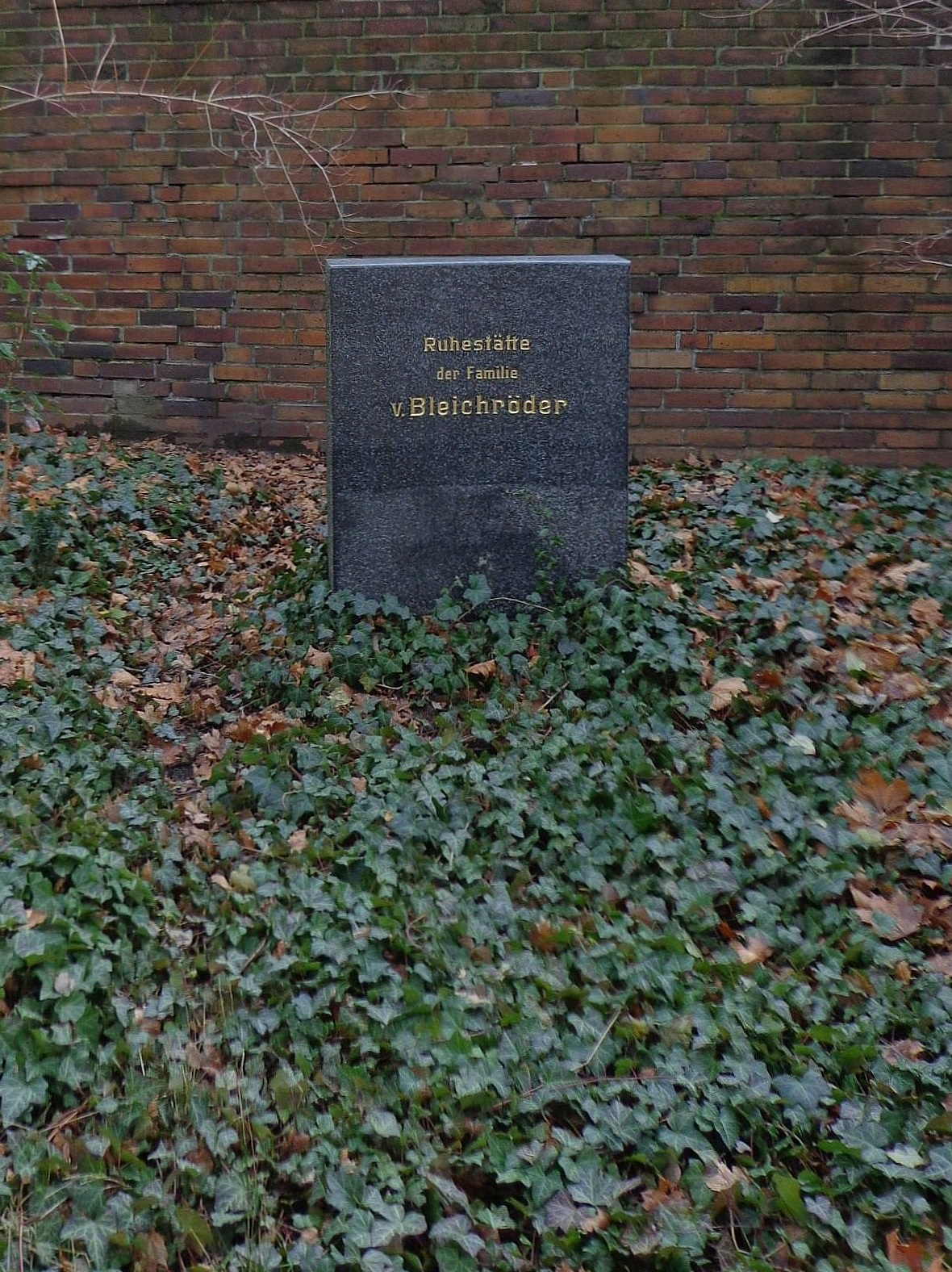
Standort des 1950 auf Anweisung von Wilhelm Pieck abgetragenen Bleichröder-Mausoleums auf dem Zentralfriedhof Friedrichsfelde in Berlin

Beigesetzt wurde er 1937 im Familienmausoleum der Bleichröders auf dem Zentralfriedhof Friedrichsfelde, das 1950 auf Veranlassung von Wilhelm Pieck abgerissen wurde. Heute erinnert ein schlichter Grabstein an die Familie.

## Kunstsammlung und Restitution

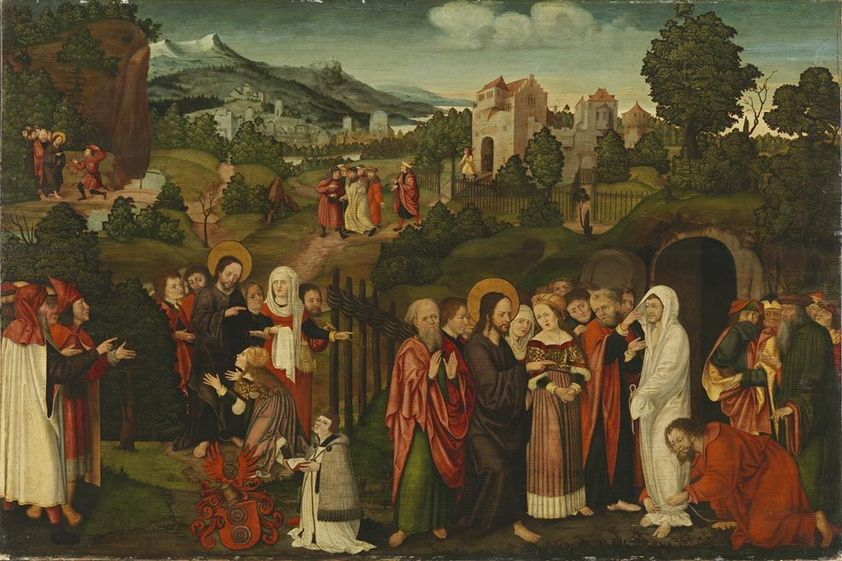
Auferweckung des Lazarus

James von Bleichröder war Sammler von Antiquitäten und Kunstwerken. So befanden sich in seinem Besitz Bilder von beispielsweise Adolph Menzel und Max Liebermann. Die Sammlung wurde 1938 im Auktionshaus Rudolph Lepke versteigert. 
Dabei gelangte das Bild Auferweckung des Lazarus über die Kunsthandlung Julius Böhler in München in die Kunstsammlung von Hermann Göring und kam 1961 als Überweisung aus Staatsbesitz in die Bayerische Staatsgemäldesammlungen. Nachdem die Erben nach James von Bleichröder, vertreten durch eine Anwaltskanzlei, die Restitution forderten, einigten sich die Bayerische Staatsgemäldesammlungen mit den Erben 2017 über den Ankauf des Gemäldes.